# Хум Забочки
Хум Забочки је насељено место у саставу града Забока у Крапинско-загорској жупанији, Хрватска. До територијалне реорганизације у Хрватској налазио се у саставу старе општине Забок.

## Становништво
На попису становништва 2011. године, Хум Забочки је имао 457 становника.

## Попис1991.
На попису становништва 1991. године, насељено место Хум Забочки је имало 450 становника, следећег националног састава:
| Попис 1991.‍  | Попис 1991.‍  | Попис 1991.‍ | Попис 1991.‍ | Попис 1991.‍ |
| ------------ | ------------ | ----------- | ----------- | ----------- |
|              |              |             |             |             |
| Хрвати       | Хрвати       |             | 441         | 98,00%      |
| Срби         | Срби         |             | 1           | 0,22%       |
| неопредељени | неопредељени |             | 5           | 1,11%       |
| регион. опр. | регион. опр. |             | 2           | 0,44%       |
| непознато    | непознато    |             | 1           | 0,22%       |
| укупно: 450  |              |             |             |             |